# Мурджииты
Мурджииты, аль-мурджиа (араб. مرجئة‎ — откладывающие, отсрочивающие) — общее название приверженцев различных исламских мировоззренческих школ «откладывавших» суждение о состоянии человека в этом мире до Судного дня. Мурджииты отстаивали точку зрения о том, что совершение греха человеком не имеет отношения к его вере, и не наносит ей вреда. Мурджиизм противопоставлялся хариджизму, последователи которого утверждали, что совершение тяжёлых грехов (кабаир) выводит человека из ислама. Мнение мурджиитов противоречило суннитскому вероучению, согласно которому поступки (амаль) верующих исходят от их намерений (ният), они находятся в тесной взаимосвязи и должны быть приведены в соответствие с шариатом.

## История
Первым идею мурджиизма сформулировал внук Али ибн Абу Талиба — Хасан ибн Мухаммад ибн Али, который в 690-х годах обратился с посланием к приверженцам Алидов Куфы и других городов Халифата. Хасан ибн Мухаммад отказывался судить о действиях убийц халифа Умара ибн аль-Хаттаба и призвал Алидов встать на путь компромисса с Омейядами. Он также высказал мысль о том, что необходимо считать мусульманином любого человека произнёсшего шахаду.
Мурджиизм быстро распространился в Ираке, а оттуда в восточных провинциях Халифата. Идея «аль-ирджа» была актуальна в эпоху правления Омейядов, а с их низложением она была перенесена исключительно в область догматики и оказалась связанной с определением понятия «Иман» (вера).

## Классификация
Ан-Наубахти делил мурджиитов на четыре категории:
1. джахмиты, или хорасанские мурджииты
2. гайланиты, или сирийские мурджииты
3. масириты, или иракские мурджииты[3][4]
4. шуккак («сомневающиеся»), бутриты, традиционалисты-хашвиты[5]

Абуль-Баракат аль-Багдади (ум. в 1037 г.) и Абуль-Фатх аш-Шахрастани (ум. в 1153 г.) в основу классификации мурджиитов положили принцип принадлежности к одной из догматических школ — хариджитов, джабаритов и кадаритов.

## Представители
В разработку мурджиитской догматики существенный вклад внесли Гайлан ад-Димашки (казнён ок. 742 г. в Дамаске), Джахм ибн Сафван (казнён в Мерве в 745 г.), Мукатиль ибн Сулейман (ум. в 767 г.) и другие известные богословы.
Мурджиитские богословы, представлявшие собой разные школы и направления, вели активную полемику как со своими оппонентами из других богословских школ, так и между собой. В ходе этой полемики выявлялись расхождения в вопросах веры, предопределения, рая и ада и т. д. Средневековый богослов Абуль-Хасан аль-Ашари, изучая догматику мурджиитов, привёл мнения двенадцати групп мурджиитов только по определению имана.